# دمکاریوم برماید
دمکاریوم برماید (انگلیسی: Demecarium bromide) با نام تجاری Humorsol، یک داروی پاراسمپاتومیمتیک کاربامات است که به عنوان یک مهارکننده استیل کولین استراز عمل می‌کند و به عنوان یک داروی گلوکوم به کار می‌رود. این دارو مستقیماً روی چشم ریخته می‌شود تا فشار درون چشمی بالا مرتبط با گلوکوم را کاهش دهد.
دمکاریوم باعث انقباض مردمک (میوز) می‌شود که باعث بهبود تخلیه مایع در چشم (زلالیه) می‌شود. از آنجایی که دمکاریوم به طور برگشت‌پذیر مهارکننده کولین استراز است، می‌توان آن را کمتر از سایر داروهای پاراسمپاتومیمتیک مانند کارباکول تجویز کرد.
محلول دمکاریوم بروماید تجاری تولید شده، که پیش‌تر با نام تجاری Humorsol فروخته می‌شد، دیگر در دسترس نیست، اگرچه محلول‌های دمکاریوم را می‌توان ترکیب کرد.

## کاربرد در سگ‌ها
هنگامی که دمکاریوم با کورتیکواستروئیدهای موضعی تجویز می‌شود، می‌تواند آغاز گلوکوم اولیه را در سگ‌ها به تاخیر بیندازد. دوزهای بالای دمکاریوم ممکن است باعث سمیت ارگانوفسفات شود، به‌ویژه اگر داروهای کک حاوی ارگانوفسفره‌ها به طور همزمان تجویز شوند.